# Chapalmalania
Chapalmalania foi um mamífero pré-histórico da família dos quatis, porém bem maior, chegava a ter um metro e meio de comprimento, e ele quase não tinha cauda. Ele viveu na América do Sul durante o período Plioceno.
Esse grande animal semelhante a um panda gigante evoluiu dos quatis primitivos do gênero Cyonasua, que migraram para a América do Sul através de pequenas ilhas antes dela estar ligada à América do Norte. Quando as Américas colidiram, ursos verdadeiros chegaram ao continente, o que pode ter levado à extinção do Chapalmalania.